# Bando di concorso
Un bando di concorso, nell'ordinamento giuridico italiano, è un atto amministrativo generale, con il quale una pubblica amministrazione italiana rende nota l'esistenza di un concorso in modo pubblico invitando, rivolgendosi a che possegga i requisiti indicati alla sua partecipazione, disciplinando e scandendo i vari momenti del suo svolgimento.
Sono considerati dalla dottrina e dalla che costituisce lex specialis, poiché possono contenere requisiti e prescrizioni ulteriori da quelli previsti dalla legge ordinaria, ma in igni caso mai disposizioni contra legem.
I bandi emanati fino al 1º novembre 2022 venivano pubblicati Gazzetta Ufficiale della Repubblica Italiana, dopo l'entrata in vigore del DPR 16 giugno 2023, n. 82, sono pubblicati esclusivamente, oltre che sul sito dell'amministrazione procedente, sul sito web Portale inPA, salvo in alcune ipotesi tassativamente indicate da legge speciale.